# Mercy Adoma Owusu-Nimoh
Mercy Adoma Owusu-Nimoh (* 1934 oder 1935; † 14. Februar 2011 in Akwatia) war eine Kinderbuchautorin und Politikerin in Ghana. 

## Leben
Owusu-Nimoh besuchte das Abuakwa State College in Kyebi, das Holy Child College in Cape Coast und die University of Hull im Vereinigten Königreich, wo sie ein Diplom in Bibliothekswesen und einen Bachelor-Abschluss in Wirtschaftswissenschaften erlangte.
Owusu-Nimoh begann ihre Tätigkeit als Lehrerin und Schulleiterin der Amma Nipaa Memorial Junior Secondary School in Kade in der Eastern Region in Ghana im Jahr 1978. Sie war District Chief Executive des dortigen Distriktes Kwaebibirem. Sie und ihr Ehemann Kwabena Owusu-Nimoh begründeten den örtlichen Distriktverband der Partei National Democratic Congress (NDC) und kandidierten für diese (erfolglos) bei den Parlamentswahlen 1996. Ferner war Mercy Owusu-Nimoh unter der Regierung von Jerry Rawlings von 1997 bis 2001 Mitglied des Staatsrats (Council of State (Ghana)), einem wichtigen Staatsorgan Ghanas. 
Owusu-Nimoh veröffentlichte mehrere Kinderbücher. Für ihr 1977 erschienenes Werk The Walking Calabash and Other Stories wurde sie 1980 bei der Verleihung des Noma-Preis für afrikanische Literatur geehrt (Honourable Mention).
Owusu-Nimoh starb 2011 im Alter von 76 Jahren nach längerer Krankheit im St. Dominic Hospital in Akwatia, Hauptort des Distrikts Denkyembour in der Eastern Region. Sie wurde in Kade begraben. Sie hinterließ ihren Ehemann und fünf Kinder.

## Bibliographie
- Tiko and Bosi, 1984, Waterville Pub. House,
- Rivers of Ghana, Ghana Publishing Corp., 1979
- Kofizee goes to school, Kinderbuch, Ghana Publishing Corp., 1978
- The Walking Calabash and Other Stories, Kinderbuch, Ghana Publishing Corp., 1977
- Mosquito Town, Longmans, 1966